# 王森 (闻香教)
王森 （1542年—1619年），明朝末年闻香教创始人。原名王自然，改名王道森。北直隶顺天府蓟州（今天津市蓟州区）人。
王森是皮匠出身，于嘉靖四十三年（1564年），自称法王石佛、闻香教主，创立了东大乘教（也称闻香教、大乘教清茶门，为白莲教一支）。迁居永平府滦州石佛庄。立大小传头会首名色，秘密组织群众，几年之间，势力发展到北方、四川等地，徒众数十万，北直隶、山东、山西、河南、陕西、四川信徒极多。万历二十三年（1595年）王森被捕，下滦州狱，判死罪论绞，行贿得释。又入京传教，结交外戚宦官，传教敛财。万历四十二年（1614年）又被捕，五年後（1619年）死于狱中。弟子徐鸿儒、于弘志、儿子王好贤继续秘密传教，于天启二年（1622年）在山东、北直隶发动反明起事。